# Naours
Naours è un comune francese di 1 168 abitanti situato nel dipartimento della Somme nella regione dell'Alta Francia.
Nel territorio del comune vi sono le sorgenti del fiume Nièvre, affluente della Somme.

## Società

### Evoluzione demografica
Abitanti censiti